# Украинское (Харьковский район)
Украинское (укр. Українське; с 1926 по 1936 — Станкострой) — село, 
Русско-Тишковский сельский совет,
Харьковский район,
Харьковская область.
Код КОАТУУ — 6325183503. Население по переписи 2001 года составляет 5 (3/2 м/ж) человек.

## Географическое положение
Село Украинское находится на левом берегу реки Вялый,
выше по течению на расстоянии в 1 км расположено село Михайловка,
ниже по течению на расстоянии в 1 км начинается Вяловское водохранилище.
На реке несколько небольших запруд.
К селу примыкает массив садовых участков.

## История
- 1926 — дата основания села Станкострой.
- 1936 — переименовано в село Украинское.

## Название
При СССР в 1920-х - 1930-х годах в районе и области прошла "волна" переименований значительной части населённых пунктов в «революционные» названия — в честь Октябрьской революции, пролетариата, сов. власти, Кр. армии, социализма, Сов. Украины, деятелей "демократического и революционного движения" (Т. Шевченко, Г. Петровского) и новых праздников (1 мая и др.)
Это приводило к путанице, так как в одной области рядом могли оказаться сёла с одинаковыми новыми названиями — например, Украинка (Ахтырский район), Украинка (Волчанский район), Украинка (Балаклейский район), Украинка (Барвенковский район), Украинка (Красноградский район) и Украинское (Волчанский район), Украинское (Змиевской район), Украинское (Лозовской район), Украинское (Харьковский район), названные в честь УССР.
На территории УССР находились 18 населённых пунктов с названием Украинское.